# Relicanthus daphneae
Sous-ordre
Famille
Genre
Espèce
Synonymes
- Boloceroides daphneae Daly, 2006

Relicanthus daphneae est un grand animal ressemblant à une anémone de mer qui vit en solitaire à des profondeurs de 2 400 à 2 650 m sur la dorsale du Pacifique Est à proximité des sources hydrothermales. Il a été décrit pour la première fois en 2006 et son genre est actuellement monotypique.

## Description
Relicanthus daphneae a une taille exceptionnelle. Il a un corps cylindrique de couleur rose pouvant atteindre un diamètre de 25 cm à un mètre avec de nombreux tentacules blanchâtres d'une longueur allant jusqu'à deux mètres. Outre sa taille, Relicanthus daphneae se distingue des anémones de mer par la présence de muscles longitudinaux ectodermiques. Le corps est divisé par 24 septums. Les muscles des mésentères sont peu développés. Les spirocystes (des cellules avec un filament enroulé en spirale et couvert de fils adhésifs) sont nettement plus grands que ceux de toutes les espèces vivant dans les eaux profondes et sont parmi les plus grands de tous les cnidaires,.

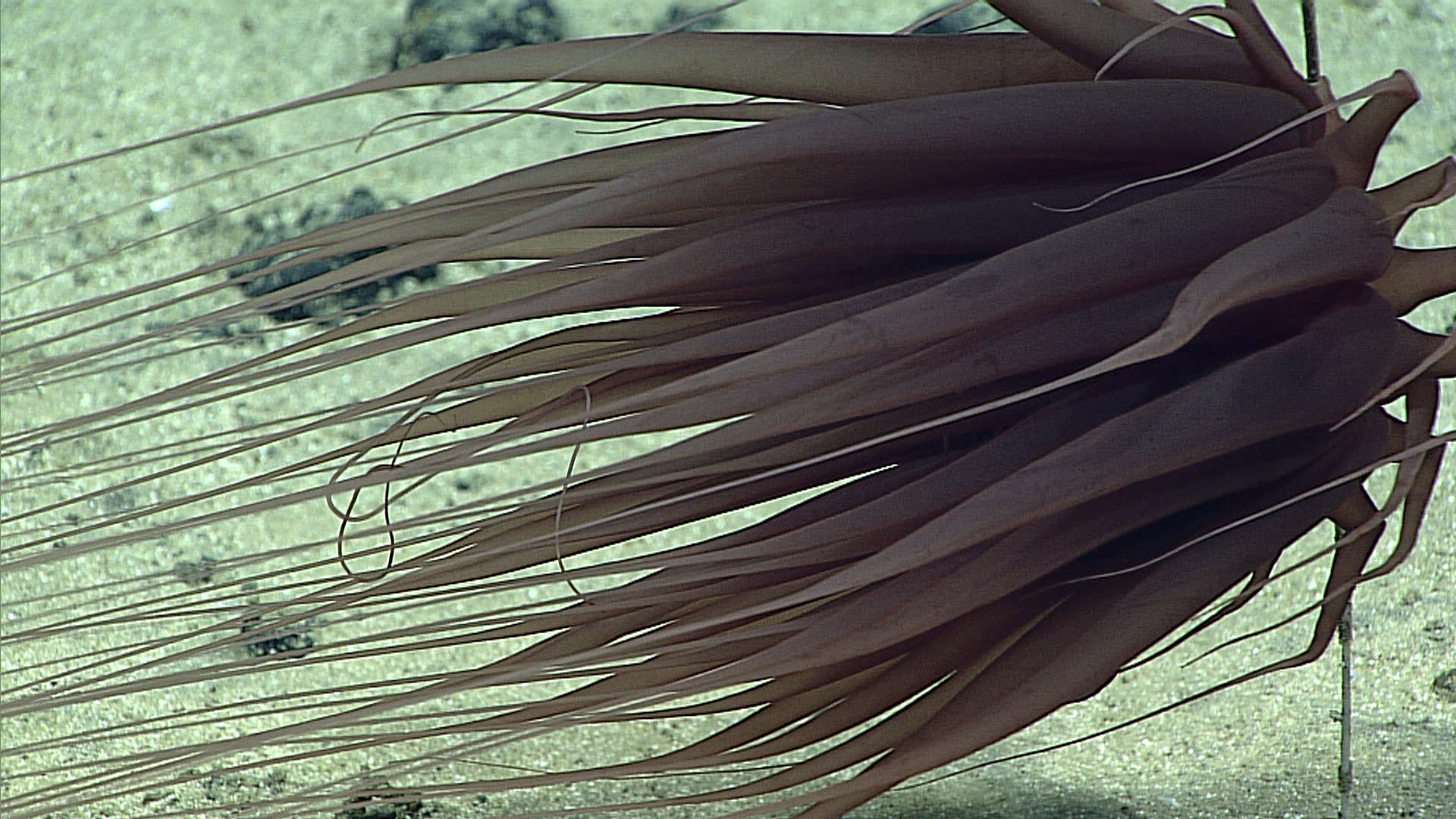
Gros-plan.

## Taxonomie
Relicanthus daphneae a été décrit en 2006 et tout d'abord attribué au genre Boloceroides (famille des Boloceroididae) dans l'ordre des anémones de mer. Cependant, les autres espèces de ce genre sont plutôt petites et se rencontrent sur les rivages chauds. Une étude phylogénétique de 2014 comparant deux gènes de l'ADN mitochondrial et trois gènes du noyau de 123 espèces d'anémones de mer a suggéré que l'espèce n'est pas une anémone de mer mais appartient à un groupe frère des Zoantharia. Toutefois une autre étude mitogénomique de 2019 suggère qu'il s'agit bien d'une anémone, extrêmement éloignée des autres, et érige un nouveau sous-ordre (Helenmonae) dans l'ordre des anémones, uniquement pour cette espèce.
Le genre a reçu le nom de Relicanthus (du latin relictum : « laissé, abandonné ») tandis que l'espèce a été nommée en l'honneur de Daphne Gail Fautin (en) pour ses contributions à la systématique actinarienne. Le spécimen type a été récolté par le submersible Alvin (DSV-2) dans le bassin de Lau.